# Balena (constelație)
Balena este o constelație aflată aproape de ecuatorul ceresc.

## Obiecte cerești

### Stele
- Tau Ceti

### Nebuloase,roiuri de stele,galaxii
- NGC 908

Coordonate:  01h 25m 12s, −11° 21′ 00″